# Phrynobatrachus cryptotis
Phrynobatrachus cryptotis és una espècie de granota que viu a la República Democràtica del Congo.